# 松树谷
松樹谷（英語：Pine Gap）位於澳洲國土中央，是一由美國與澳洲共同營運的衛星地面觀測站，距離東北方的愛麗斯泉約18公里。  自1988年起官方正式稱其為松樹谷共同防禦設施（Joint Defence Facility Pine Gap），原先則以共同防禦太空研究設施（Joint Defence Space Research Facility）之名為人所知。

## 設施

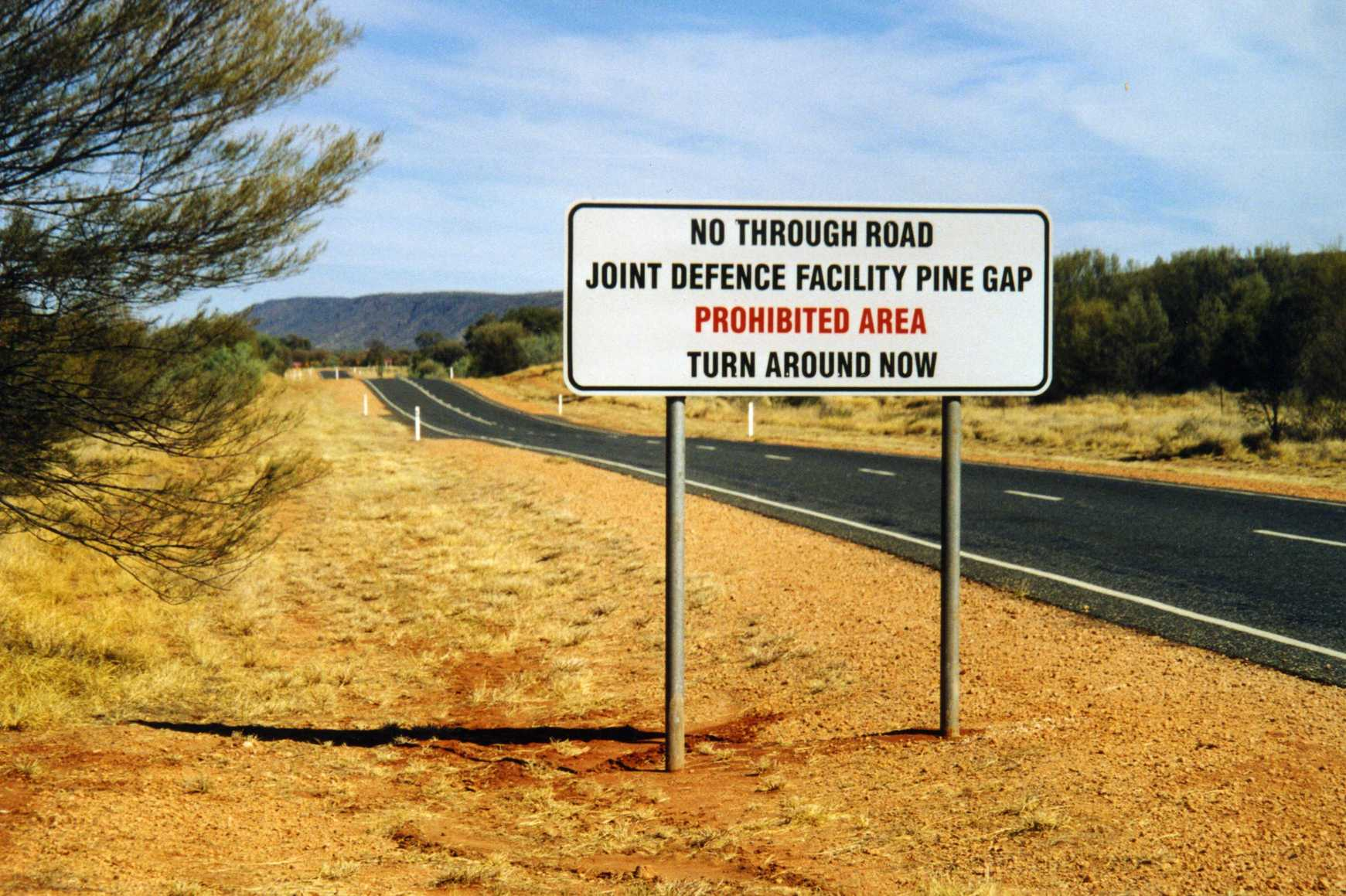
前往松樹谷路上的警告標示

松樹谷中包含一座大型電腦，擁有14個保護天線用的天線罩，另外有超過800位人員在此工作。松樹谷被認為是最大的梯隊系統 地面觀測站之一，與位於美國科羅拉多Buckley Air Force Base以及英國RAF Menwith Hill的兩座信號探測情報設施在外觀和功能上都有所相似。在松樹谷工作的美國政府人員據信是來自美國國家安全局和其他關連部門（如中央情報局）。松樹谷周遭的空域是全澳洲唯一禁止高度5500公尺以下飛行的限制區 。
松樹谷的位置在戰略上相當重要，全球有三分之一的區域都在其可控制的美國間諜衛星探測範圍中，當中包括了中國、中東油田以及部分俄羅斯。澳洲中部對於可在公海上進行信號攔截的間諜船來說距離過遠，也因此獲選為地面觀測站設立地點，而松樹谷亦成為當地的經濟重心。

## 運作
松樹谷自1970年開始運作，同時約有400個美國家庭移居愛麗斯泉。

## 抗議
作為美國的軍事設施，松樹谷因此引來多次抗議。2005年12月，六名和平主義的抗議者到此舉行了抗議活動。他們中的四個人後來被指控闖入該設施並被捕。他們的審判於2006年10月3日開始，也是第一次使用澳大利亞自1952年制定的《國防特殊承諾法》。

## 大眾文化
2018年澳洲影集《松樹谷 (電視劇)》，是政治驚悚片，講述美國與澳洲諜報組織的生活。

## 外部連結
- Pine Gap's wider missile role （页面存档备份，存于）, The Age, 21 September 2007
- Pine Gap protests–historical （页面存档备份，存于） at Nautilus Institute, April 2008